# Podagrion chatterjeei
Podagrion chatterjeei är en stekelart som beskrevs av Mani och Kaul 1972. Podagrion chatterjeei ingår i släktet Podagrion och familjen gallglanssteklar. Inga underarter finns listade i Catalogue of Life.